# Constance Briscoe
Constance Briscoe, née le 18 mai 1957, est une avocate britannique. En 1996, elle est devenue juge, une des premières femmes noires à atteindre cette position en Grande-Bretagne. En 2014, elle est révoquée pour faux témoignage, falsification de témoignage, et faux et usage de faux dans l'affaire R contre Huhne. 

## Biographie
D'origine jamaïcaine, Briscoe naquit dans une famille nombreuse ; ses parents eurent deux filles plus âgées qu'elle, Pauline et Patsy, deux garçons plus jeunes qu'elle, Carlton et Martin et enfin la benjamine, Christine. De plus la mère adopta Denise, née le même jour que Christine. Après le départ du père, la mère se mit en ménage avec Garfield Eastman, dont elle eut quatre enfants : Cynthia, Norma, Winston et Georgina.
Dotée d'un tempérament fort, Briscoe devit le souffre-douleur de sa mère. Durant toute sa jeunesse, elle fut traitée très différemment de ses frères et sœurs. Des disputes fréquentes avec son beau-père les amenèrent au tribunal, où le beau-père reçut un avertissement. Mais c'est surtout la cruauté de la mère qui lui causa le plus de peine ; corrections, insultes, privation de nourriture, humiliations étaient son lot quotidien. À l'âge de onze ans, n'en pouvant plus, Briscoe se présenta au service social près de son domicile, demandant d'être placée en maison d'accueil. Sa démarche ayant échoué, elle voulut en finir et avala de l'eau de Javel, dont elle vomit aussitôt la plus grande part.
À l'âge de treize ans, la mère de Briscoe déménagea, laissant ses trois filles aînées se débrouiller toutes seules. De plus, elle réclamait à Briscoe, mais pas aux aînées, le paiement d'un loyer. Dès l'âge de douze ans, Briscoe avait trouvé un emploi le samedi, et elle dut multiplier les petits boulots pour survivre, tout en continuant ses études avec succès.
C'est durant une période de repos à la maison que Briscoe découvrit le monde judiciaire grâce à la série Crown Court at One. Elle décida de devenir avocate, et y parvint à force de travail et d'obstination.
Dans un livre publié en 2006, Ugly, Briscoe raconte sa vie jusqu'à son départ pour l'université. Elle a écrit son livre autobiographique sous l'impulsion de son partenaire, Tony Arlidge QC (Queen Counsel) et à l'intention de ses deux enfants, Martin et Francesca, afin qu'ils soient mis au courant d'événements trop pénibles pour être racontés. Sa mère a depuis porté plainte pour diffamation contestant les récits de sévices et maltraitances que Constance relate.